# Angel (métro de Londres)
Pour les articles homonymes, voir Angel.
Angel est une station de la Northern line, branche Bank, du métro de Londres, en zone 1. Elle est située sur la High Street, à Angel, sur le territoire du borough londonien d'Islington.

## Situation sur le réseau
Angel est située sur la branche Bank de la Northern line entre les stations Old Street et King's Cross St. Pancras. Elle est située dans la zone 1 de la Travelcard.

## Histoire
La station fut construite à l'origine par la compagnie City & South London Railway et ouvrit en 1901. Le nom de la station vient du nom d'un pub situé au même emplacement. La station a été construite avec un quai central étroit dans un tunnel avec deux voies ferrées.

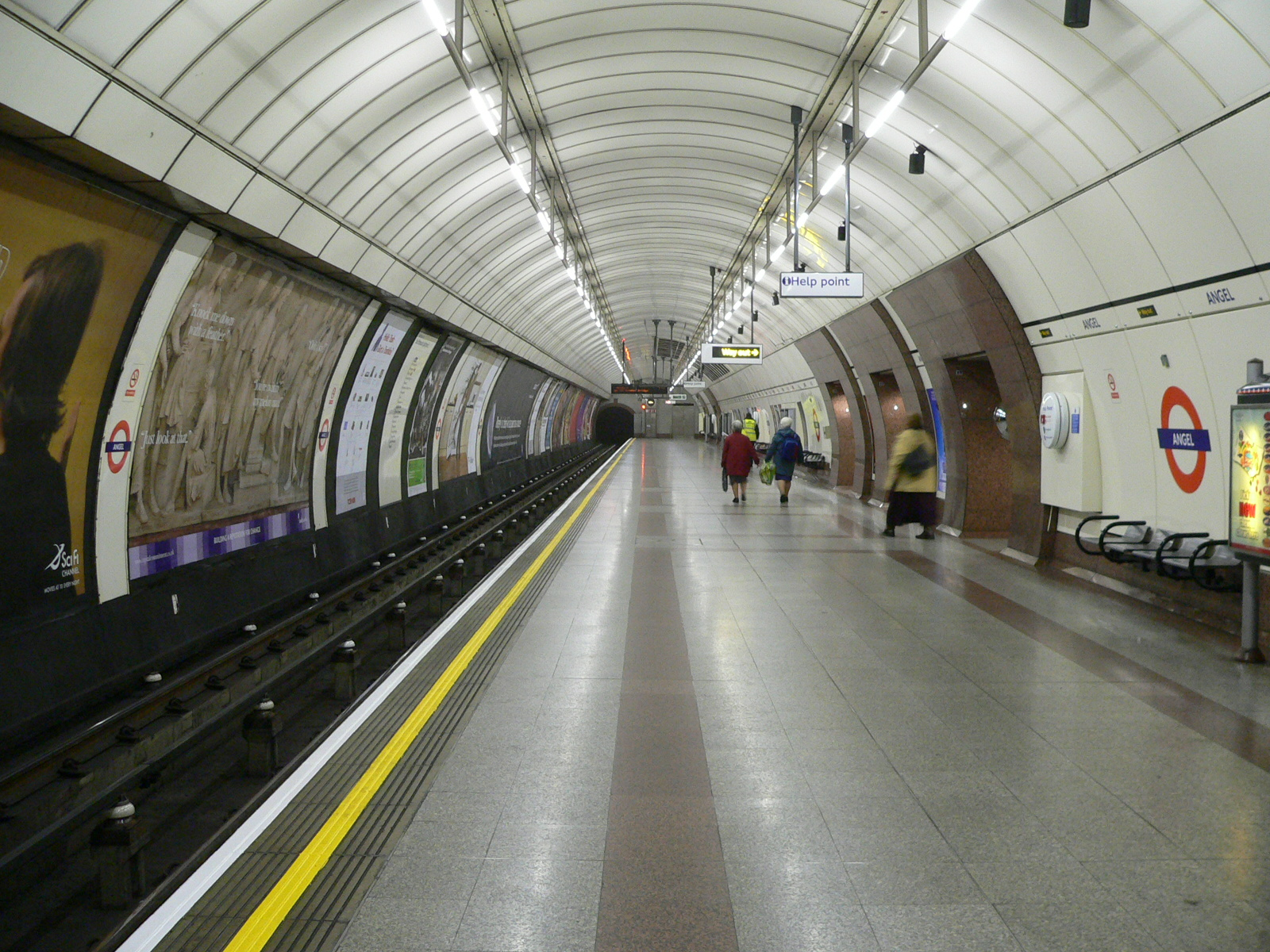
Un des quais séparés de la station actuelle. Avant 1991, la station avait un quai central.

La station fut complètement rénovée en 1991, et rouvrit en 1992 avec deux quais séparés, et les escaliers mécaniques les plus longs sur le métro de Londres. Aujourd'hui, seulement deux stations souterraines du métro londonien possède un quai central étroit encadrant deux voies - Clapham Common et Clapham North.

## À proximité
- Regent's Canal
- Upper Street